# 스톤보로 하우스
스톤보로 하우스(Stonborough House)는 모더니스트 양식의 주택으로, 오스트리아 비엔나의 쿤트만가세(Kundmanngasse)에 위치해 있다. 비트겐슈타인 하우스(Haus Wittgenstein)로도 알려져 있다.
이 집은 "세부에 대한 집착과, 그 안에서 살아야 할 사람들의 요구사항을 전혀 고려하지 않은 태도"에서 눈에 띄게 비슷한 특성을 보여준다.
이 집은 마가렛 스톤보로-비트겐슈타인(Margaret Stonborough-Wittgenstein)의 의뢰로 건축가 파울 엥겔만(Paul Engelmann)이 설계를 맡아 지어진 타운하우스로, 그녀는 자신의 오빠이자 철학자인 루트비히 비트겐슈타인에게 설계에 도움을 요청했다. 결국 그는 단순한 조력자가 아니라 설계의 실질적인 주도자가 되었다.

## 설계 의뢰
1925년 11월 스톤버러-비트겐슈타인은 엥겔만에게 큰 타운하우스를 설계해 달라고 의뢰했다. 그녀는 나중에 오빠 루트비히 비트겐슈타인에게 설계 작업에 참여해달라고 요청했는데, 이는 부분적으로는 1926년 4월에 발생한 하이드바우어 사건(Haidbauer incident)으로 인한 스캔들에서 그의 주의를 돌리기 위한 목적도 있었다. 당시 비트겐슈타인은 초등학교 교사로 일하고 있었으며, 한 남자아이를 때렸고, 그 아이는 곧이어 쓰러졌다.

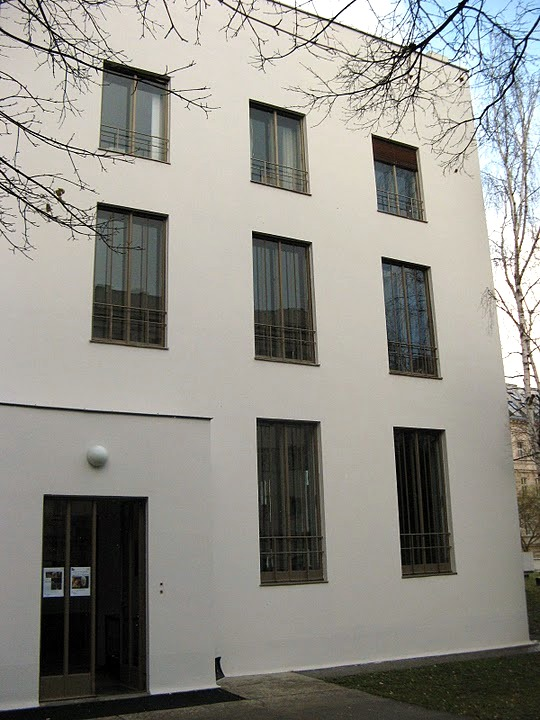
비트겐슈타인은 1926년부터 1929년까지 스톤보로 하우스 작업을 했다.

초기 건축가는 파울 엥겔만이었으며, 그는 비트겐슈타인이 올로모우츠(Olomouc)에서 포병 장교 훈련을 받는 동안 알게 된 인물이었다. 엥겔만은 아돌프 로오스(Adolf Loos)의 양식에 따라 간결한 근대주의적 주택을 설계했으며, 형태는 세 개의 직사각형 블록으로 이루어졌다.
비트겐슈타인은 이 프로젝트와 엥겔만의 설계안에 매우 큰 관심을 보였고, 이후 2년 넘게 프로젝트에 전념했다. 이로 인해 엥겔만조차도 최종 결과물의 저자가 비트겐슈타인이라고 생각할 정도였다.
비트겐슈타인은 창문, 문, 문손잡이, 라디에이터 등 세부 요소 하나하나에 집착했고, 자신이 요구한 그대로 제작되길 강하게 고집했다. 이로 인해 프로젝트에 참여한 모두가 지쳐버렸다. 집이 거의 완공되었을 때는, 방의 비율이 정확히 맞도록 하기 위해 천장을 30mm 올리게 했다.
건축가 중 한 명인 자크 그로아크(Jacques Groag)는 편지에서 다음과 같이 썼다.
“나는 하루 종일 최악의 논쟁과 다툼, 짜증을 겪고 집에 돌아오면 매우 우울하고 두통이 심하다. 이건 자주 있는 일이다. 대부분은 나와 비트겐슈타인 사이에서 벌어진다.”
작가 와프(Waugh)에 따르면, 마가렛은 비트겐슈타인이 계속 요구하는 변경 사항에 더 이상 돈을 내지 않겠다고 선언했고, 이에 비트겐슈타인은 복권을 사서 그 비용을 충당해보려 했다고 한다.
문손잡이를 설계하는 데 1년, 라디에이터를 설계하는 데 또 1년이 걸렸고, 각 창문은 150kg에 달하는 금속 스크린으로 덮였으며, 이는 비트겐슈타인이 직접 설계한 도르래로 움직였다.

『루트비히 비트겐슈타인의 건축(The Architecture of Ludwig Wittgenstein)』의 저자인 베른하르트 라이트너(Bernhard Leitner)는 이에 대해 다음과 같이 말했다.
“인테리어 디자인 역사상 비슷한 것을 찾기 힘들다. 이 금속 커튼은 천재적이면서도, 엄청나게 비용이 드는 구조다. 바닥 속으로 내려가는 금속 커튼이라니.”

## 완공
"나는 단순히 건물을 세우는 데 관심이 있는 것이 아니라,
[...] 가능한 모든 건축물의 토대를 나 자신에게 제시하는 데 관심이 있다"

집은 1928년 12월에 완공되었고, 그 해 크리스마스에 가족들이 모여 완공을 축하했다. 루트비히의 맏누이 헤르미네(Hermine)는 이 집에 대해 다음과 같이 적었다.
“나는 이 집을 매우 감탄하면서 바라봤지만, 한편으로는 이 집에서 살고 싶지도, 살 수 있을 거라고도 절대 생각하지 않았다. 이 집은 마치 신들이 사는 집이지, 나 같은 평범한 인간이 살 집은 아니었다.”
비트겐슈타인의 형제인 파울 비트겐슈타인(Paul Wittgenstein)은 이 집을 마음에 들어하지 않았고, 마가렛의 조카가 이 집을 팔려고 할 때에도, 그녀 역시 이 집을 좋아하지 않았다고 전해졌다.
비트겐슈타인 자신도 그 집이 너무 검소하다고 생각했으며, 예의는 바르지만 원초적인 생명이나 건강은 없다고 말했다. 그럼에도 그는 건축가가 되겠다는 생각을 진지하게 가졌던 듯 하다. 1933년부터 1938년까지 비엔나 시청 디렉토리에는 “직업: 건축가(architect)”로 등재되어 있었다.

## 제2차 세계 대전 이후
제2차 세계대전이 끝난 후, 이 집은 러시아 군인들의 막사 및 마구간으로 사용되었다. 소유권은 마가렛의 아들 토마스 스톤버러(Thomas Stonborough)에게 있었으며, 그는 1968년에 이 집을 개발업자이자 전 SS 소속이었던 프란츠 카틀라인(Franz Katlein)에게 철거 목적으로 매각했다. 이후 2년 동안 철거 위기에 처해 있었지만, 베른하르트 라이트너의 캠페인을 계기로 비엔나 문화재 보호위원회가 개입해, 1971년 국가 문화재로 지정했다. 1975년부터는 불가리아 대사관의 문화부서 건물로 사용되고 있다.

## 갤러리

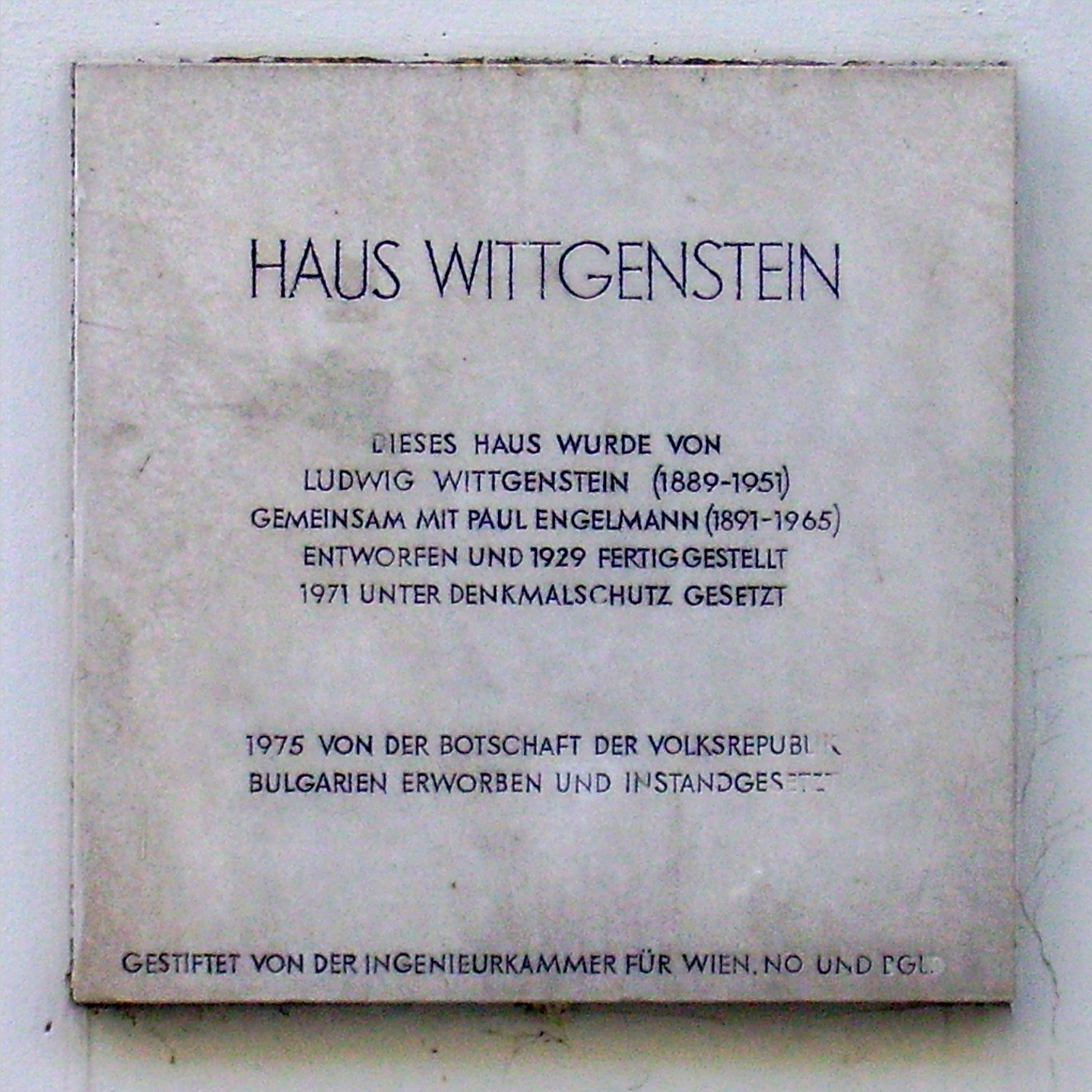
현재 불가리아 대사관 문화부로 사용되고 있는 건물에 있는 기념패
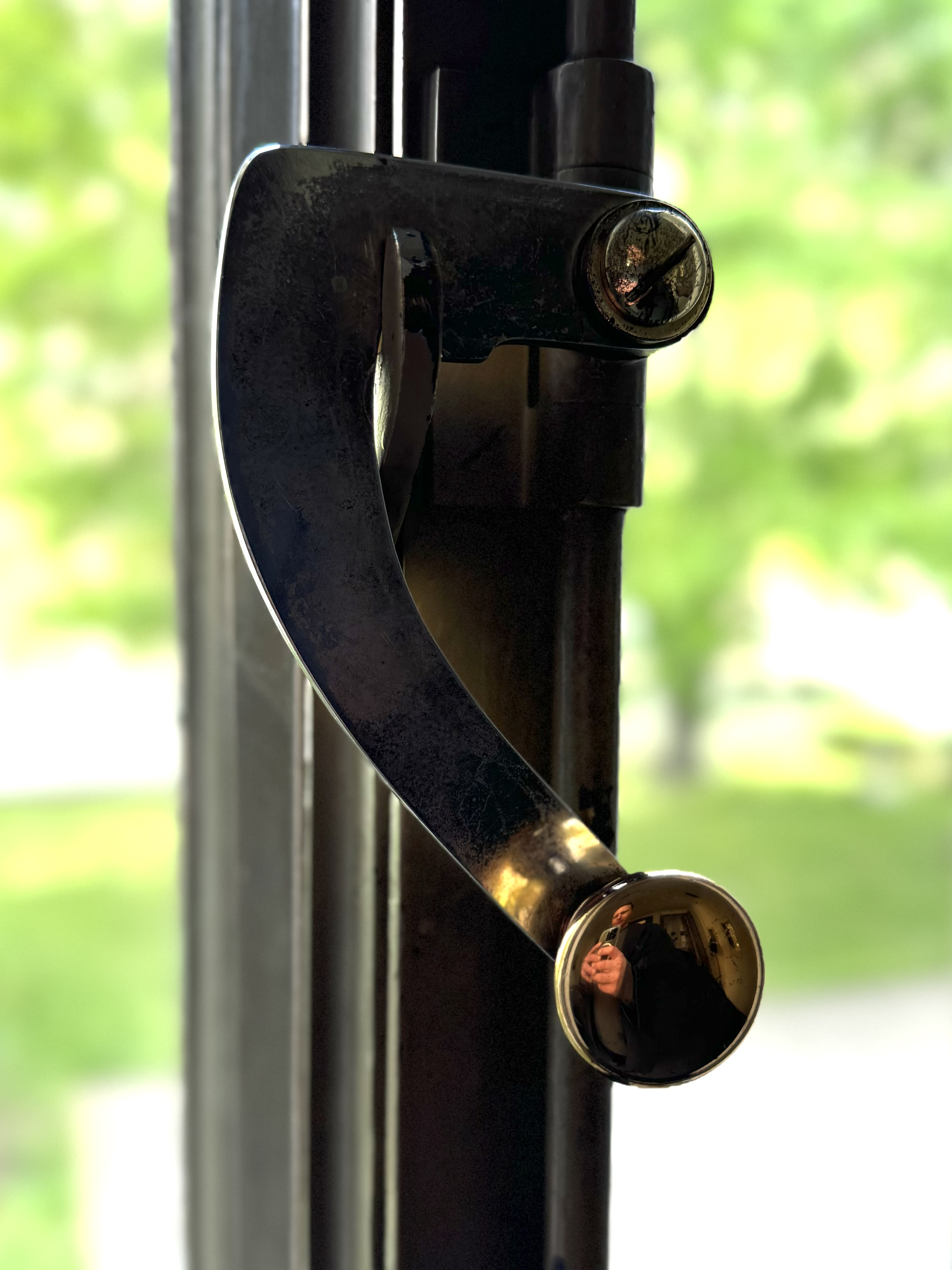
비트겐슈타인이 디자인한 창문 걸쇠
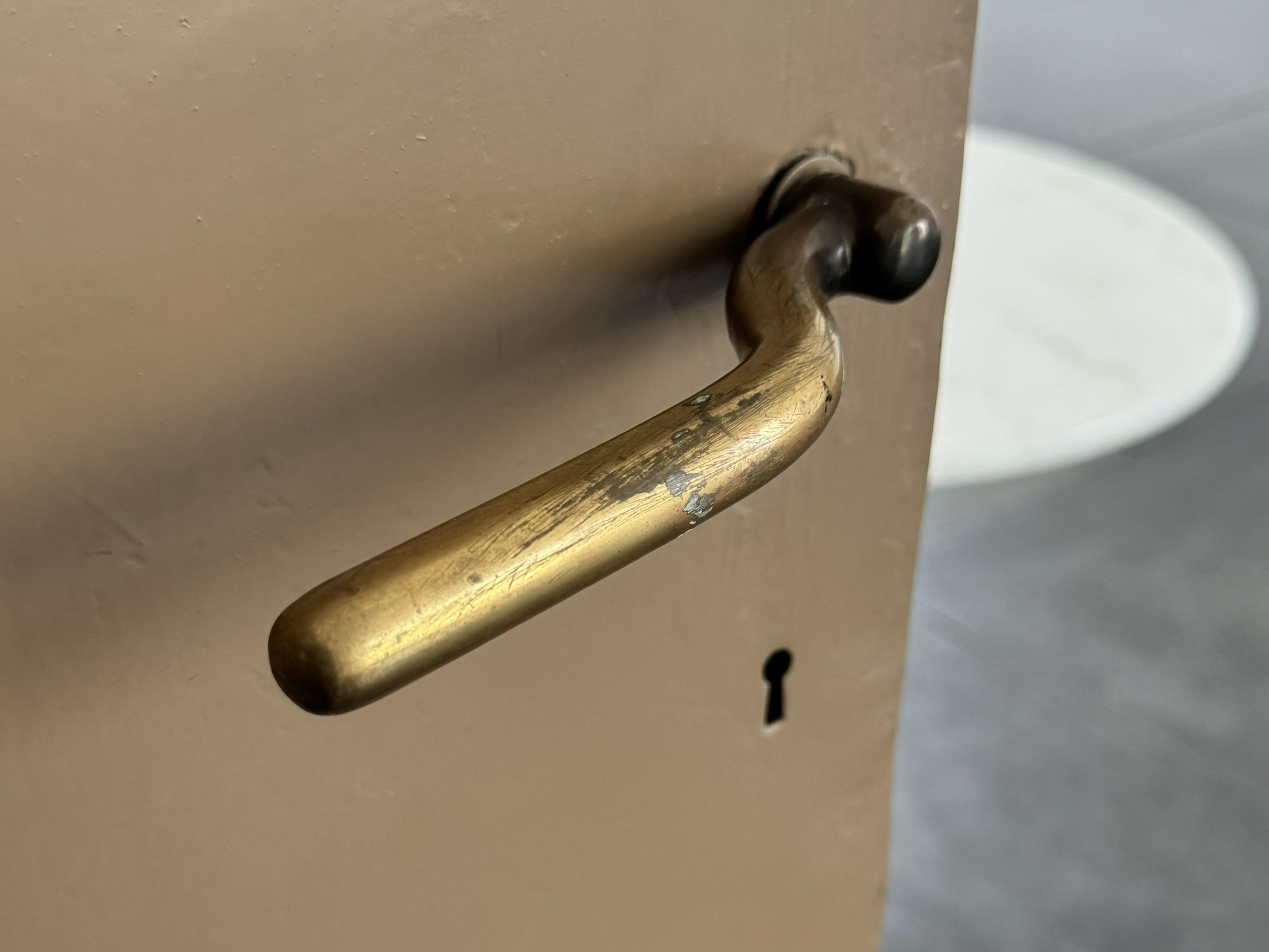
비트겐슈타인이 디자인한 문 손잡이
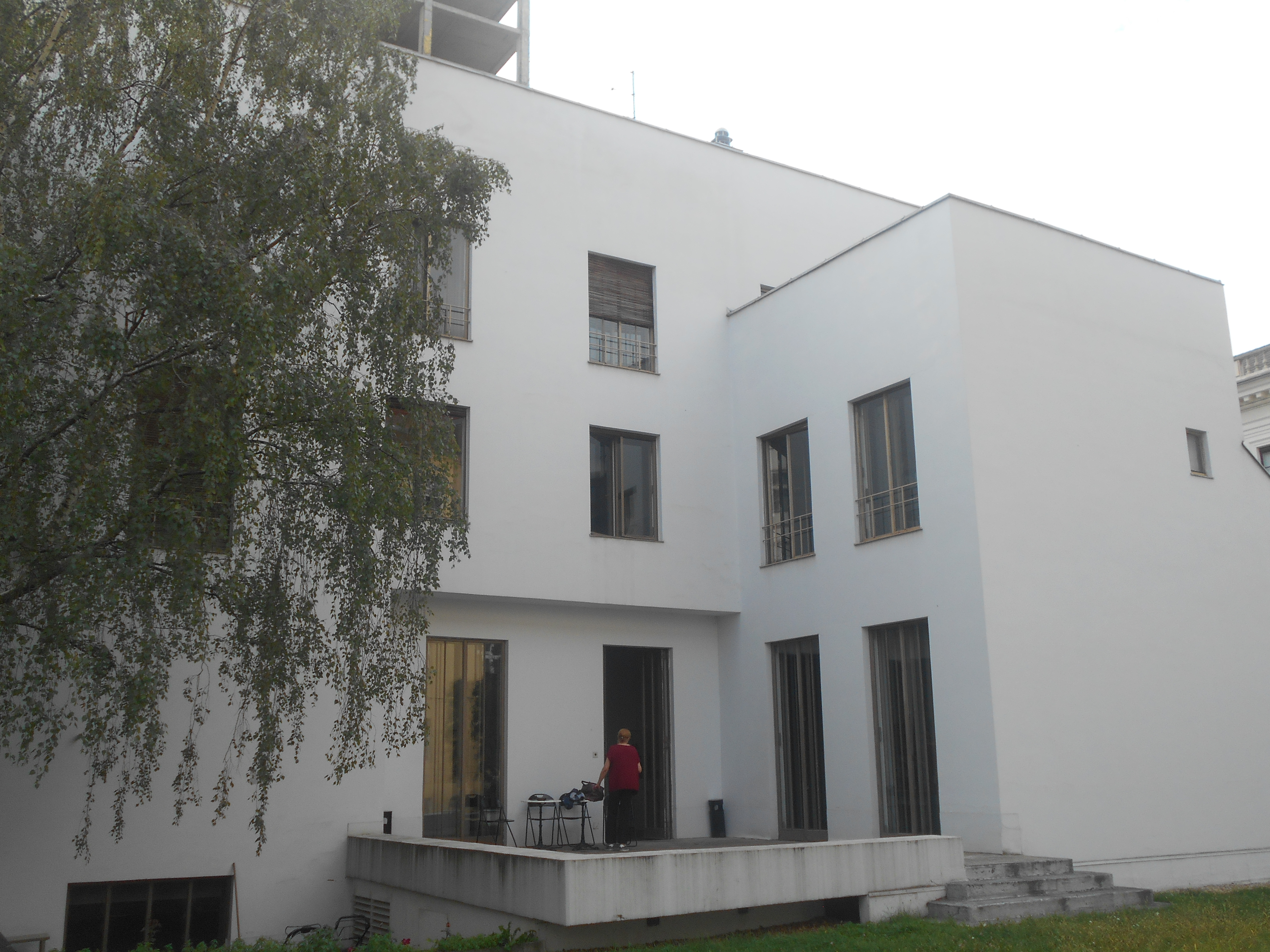
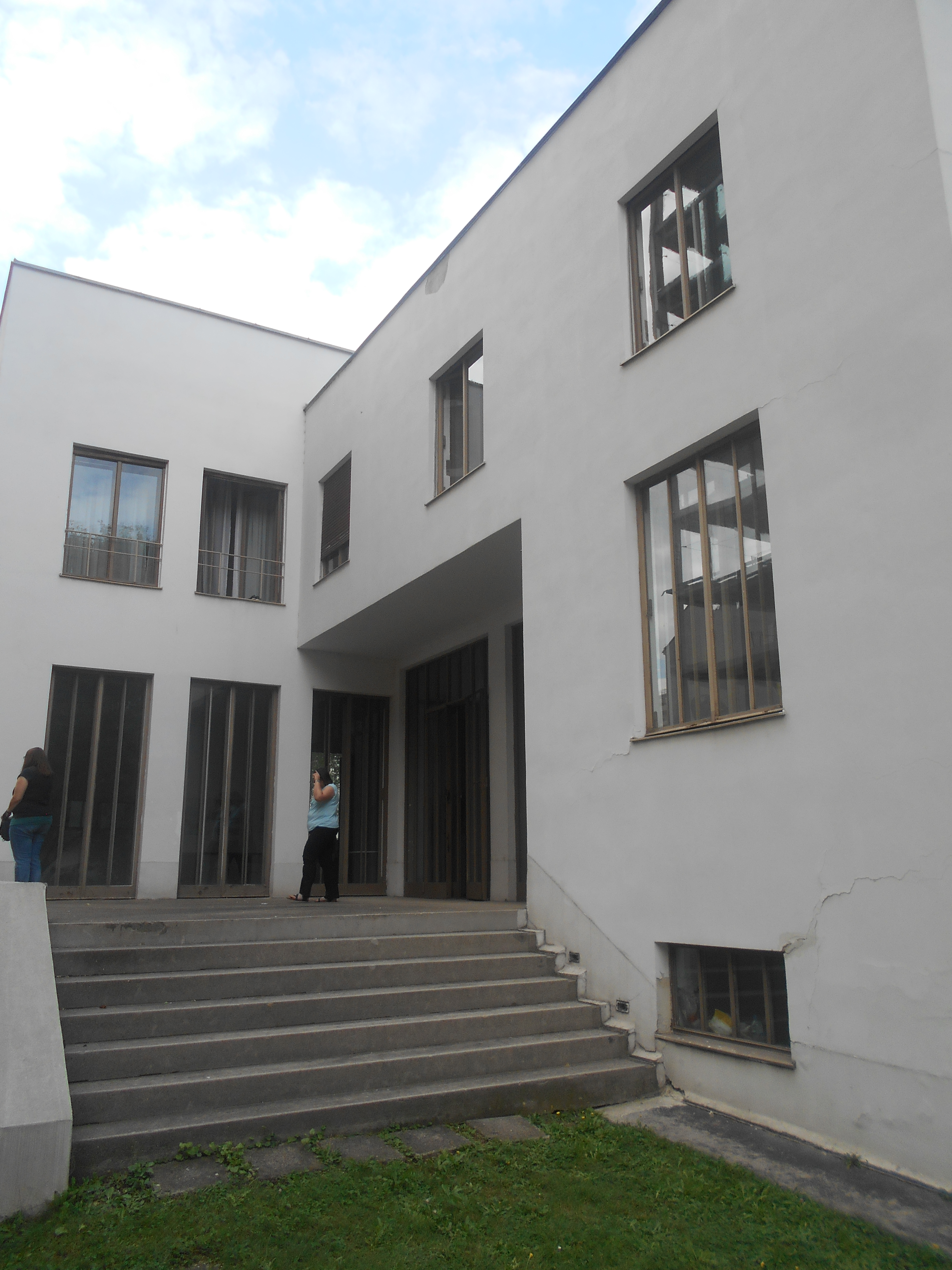
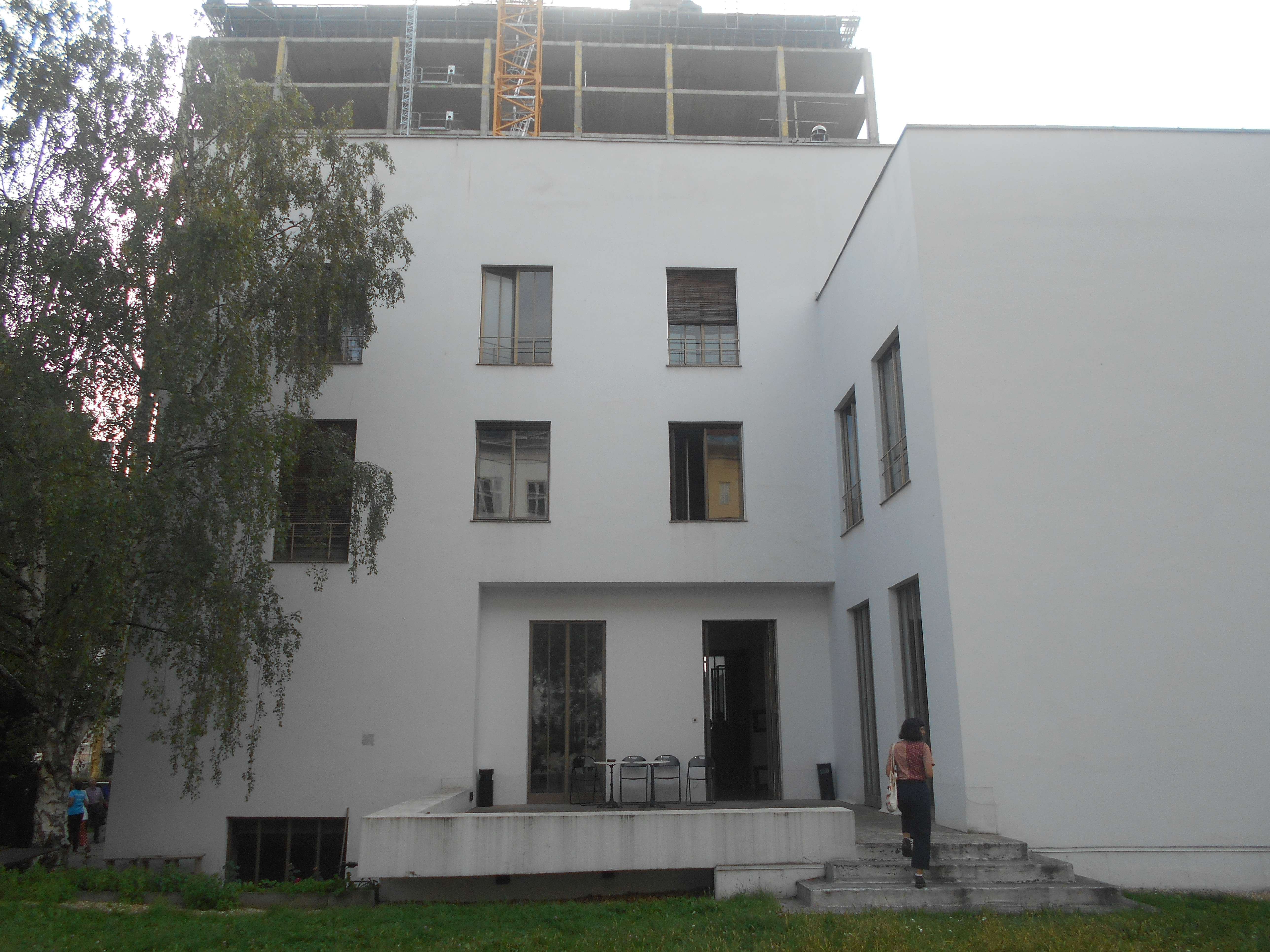

## 참고문헌
- Fahey, C. 2009, " Understanding Architecture as Inessential" 2017년 11월 11일  보관됨 2017-11-11 - 웨이백 머신 ", 2009년 4월 키르히베르크 암 베크젤의 오스트리아 루트비히 비트겐슈타인 학회에 제출된 논문.
- Fahey, C. (편집자). (2017). Use-value in Architecture 2017년 12월 17일   보관됨 2017-12-17 - 웨이백 머신 [특별기사] Journal of Architecture Philosophy 2018년 1월 1일   보관됨 2018-01-01 - 웨이백 머신, 2:2, 117–214.
- Leitner, B., The Wittgenstein House 프린스턴 건축 출판사, 2001.
- Macarthur, D., "Working on Oneself in Philosophy and Architecture: A Perfectionist Reading of the Wittgenstein House", Architectural Theory Review, Vol. 19, No. 2 (2014): 124–140.
- Sarnitz, A. Die Architektur Wittgensteins. Rekonstruktion einer gebauten Idee . 베를라헤, 2011.
- Turnovsky, J.: The Poetics of a Wall Projection. 건축 협회, 2009,ISBN 978-1902902685